# یژی زابیلسکی
یژی زابیلسکی (انگلیسی: Jerzy Zabielski; ۲۸ مارس ۱۸۹۷ – ۱۹ نوامبر ۱۹۵۸) ورزشکار شمشیربازی اهل لهستان بود.
وی در مسابقات کشوری و بین‌المللی در مجموع برندهٔ ۱ مدال برنز شده‌است.